# Dezső Szabó

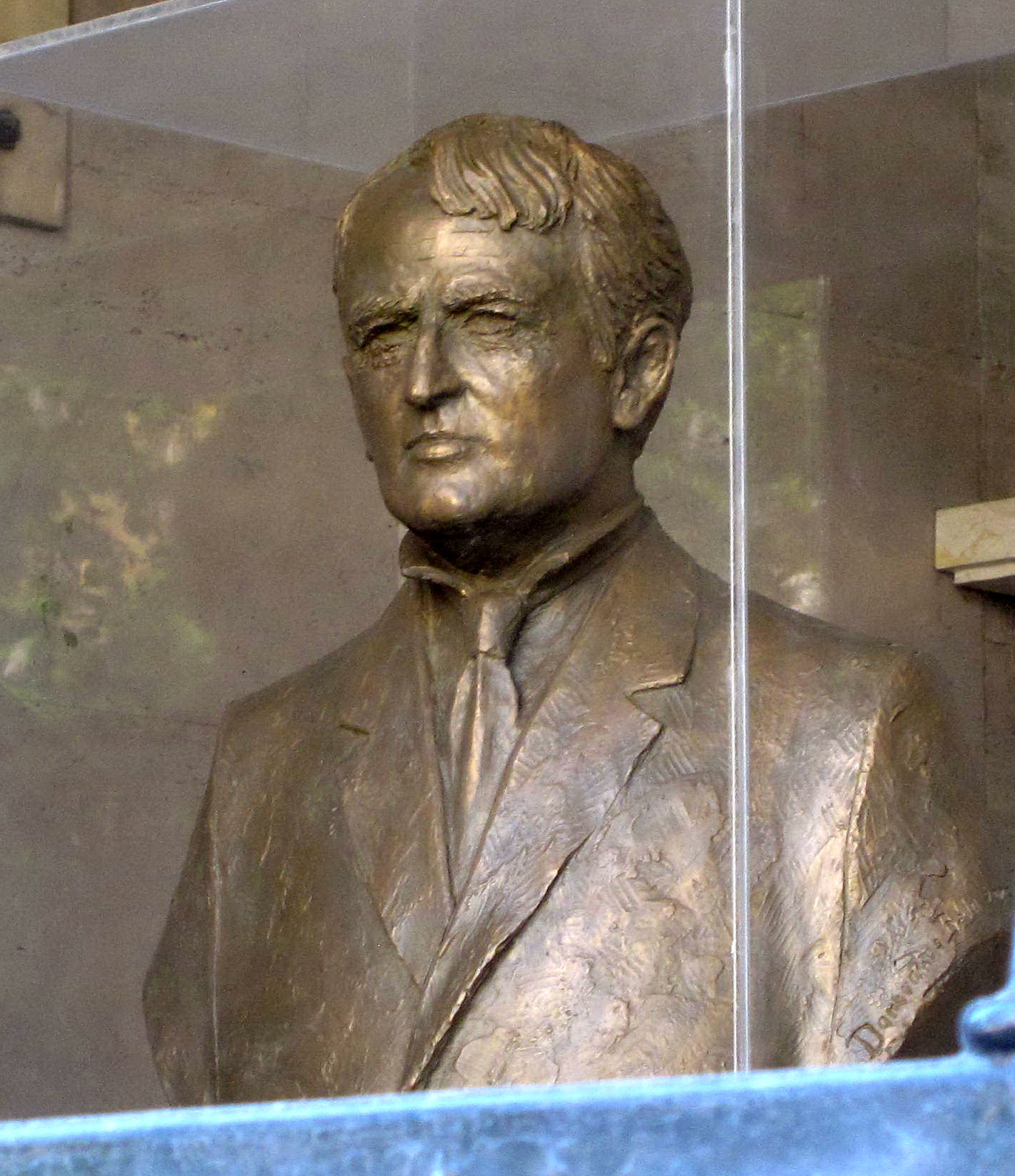
Dezső Szabó

Dezső Szabó (n. 10 iunie 1879, Cluj, Austro-Ungaria – d. 13 ianuarie 1945, Budapesta, Regatul Ungariei) a fost un scriitor maghiar.